# 荣仁本
荣仁本（1916年—？），男，江苏无锡人，中国电化学分析仪器专家，曾任第三届全国人大代表，第五、六、七届全国政协委员。